# San Antonio la Portilla
San Antonio la Portilla är en ort i Mexiko.   Den ligger i kommunen Tecamachalco och delstaten Puebla, i den sydöstra delen av landet, 160 km öster om huvudstaden Mexico City. San Antonio la Portilla ligger 1 970 meter över havet och antalet invånare är 1 870.
Terrängen runt San Antonio la Portilla är kuperad söderut, men norrut är den platt. Runt San Antonio la Portilla är det ganska tätbefolkat, med 60 invånare per kvadratkilometer. Närmaste större samhälle är Tecamachalco, 10,2 km norr om San Antonio la Portilla. Trakten runt San Antonio la Portilla består i huvudsak av gräsmarker.